# Oystering

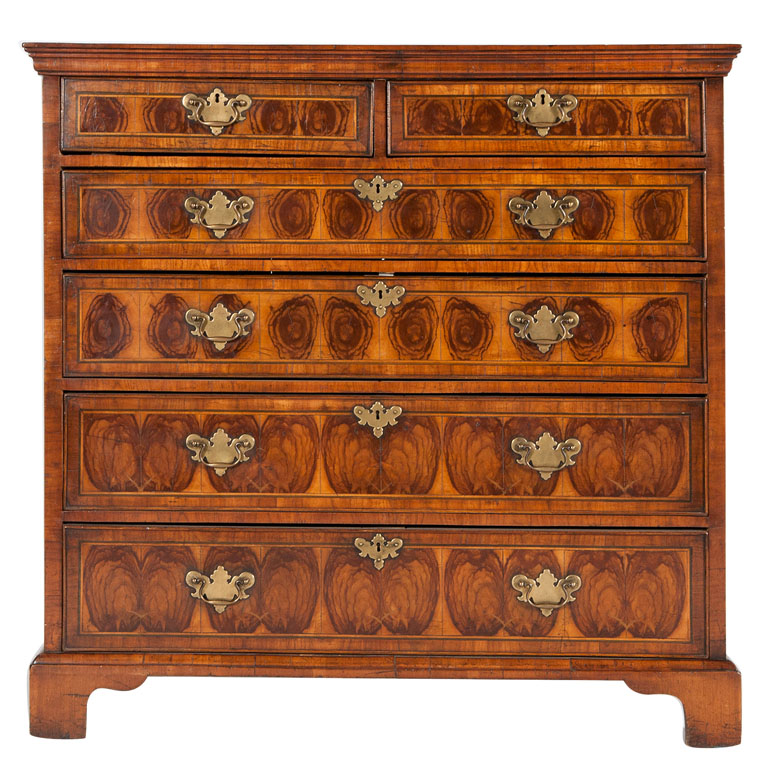
Komoda z období vlády Jiřího I.

Oystering je dekorativní technika dýhování, typ parketáže. Tato technika užívá tenké plátky příčně řezaného dřeva z kořenů nebo kmenů mladých, jádrových stromů, většinou ze štědřence, ořešáku, olivy a tisu. Výsledné oválné kusy jsou ořezány a poskládány v různých vzorech jeden vedle druhého na povrchu nábytku nebo rámu. Protože textura připomíná vzhled ústřice, tato technika se nazývá anglicky oystering. Český název se příliš nevyskytuje, výjimečně jako ústřicový vzor. Tato technika je často zaměňována s vykládáním perletí.

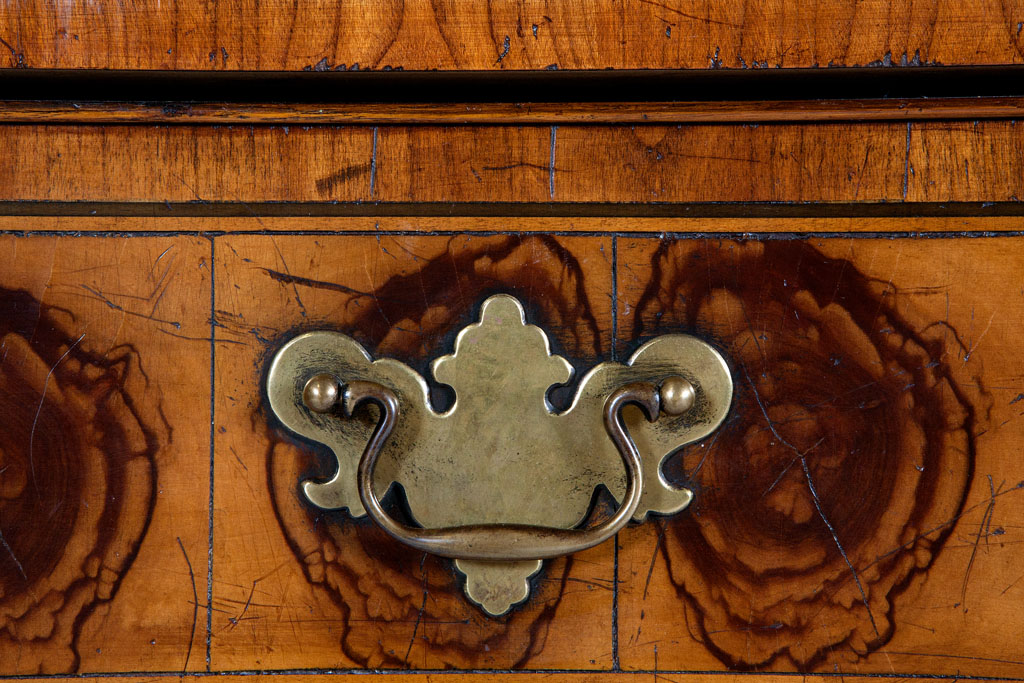
Detail komody a kování

## Historie
Technika pochází z Holandska a k anglickému nábytku se dostala díky Vilému III. na konci 17. století, a byla populární především na nábytku v období William a Mary.